# トラクトル・タシュケント
トラクトル・タシュケント (英語: Traktor Tashkent) はウズベキスタンの首都タシュケントを本拠地としていたプロサッカークラブである。経済的事情により2007年に解散となった。

## 獲得タイトル
- SSRウズベキスタン・リーグ: 1
  - 1986
- SSRウズベキスタン・カップ: 1
  - 1975

## クラブの問題点
ソビエト連邦時代は強豪クラブとして上位争いを展開していた。しかし、ウズベク・リーグ参加後に経営が悪化、所属選手への給料未払い問題が発覚するなど経済面で改善が見られなかったため、2007年に解散となった。